# Irradiation corporelle totale
L’Irradiation corporelle totale (ICT) est une forme de radiothérapie utilisée principalement en tant que traitement préparatoire pour une transplantation de moelle. Comme le nom l'indique, l’Irradiation corporelle totale consiste en une irradiation totale du corps, bien que les pratiques modernes protègent en partie les poumons pour réduire les risques de complications pulmonaires dues aux radiations,. L’Irradiation corporelle totale dans le cadre d'une transplantation de moelle osseuse sert à détruire ou supprimer le système immunitaire du transplanté pour prévenir le rejet de greffe de la moelle du donneur ou des cellules souches hématopoïétique. De plus, les hautes doses de radiations peuvent éradiquer les cellules cancéreuses résiduelles, augmentant la chance de réussite de la transplantation.
La dose totale d'irradiation dans le cas d'une transplantation de moelle va de 10 à plus de 12 Gy. En comparaison, une dose de 4,5 Gy est fatale pour 50 % des personnes exposées sans attention médicale intensive. Une telle dose de radiation est rendue possible par l’émission de la dose totale en plusieurs séances avec un intervalle de temps entre chaque session permettant aux autres tissus normaux de réparer certains dommages causés. Cependant à ces doses, les radiations détruisent la moelle osseuse (permettant à la moelle du donneur de s'implanter) et les cellules cancéreuses résiduelles du receveur. Les transplantations de moelle osseuse non-myéloablatives utilisent des doses de radiation moins élevées, en principe environ 2 Gy, ce qui ne détruit pas la moelle du receveur mais supprime seulement suffisamment son système immunitaire pour permettre l’implantation du greffon.
L’irradiation corporelle totale est en principe fractionnée. Les premières recherches sur la transplantation de moelle osseuse menées par E. Donnall Thomas démontrent que le fractionnement de l'irradiation en plusieurs doses plus petites résulte en une toxicité plus faible et en de meilleurs résultats qu'avec une seule grande dose,.
En plus de son utilisation pour la transplantation de moelle osseuse, l’irradiation corporelle totale a été explorée pour le traitement des sarcomes d'Ewing à risques. Cependant des découvertes postérieures suggèrent que l’irradiation corporelle totale dans ce cas provoque une toxicité sans pour autant améliorer le contrôle de la maladie et cette technique n'est actuellement plus utilisée pour le traitement des sarcomes d'Ewing en dehors des essais cliniques.